# 赤眉镇
赤眉镇是河南省南阳市内乡县下辖的一个镇，位于内乡县城西北17千米的湍河西岸，总面积151.23平方公里，总人口5万。

## 历史

### 得名
赤眉镇古称天宝镇，因汉代赤眉军起义在此地筑寨驻扎而得名。

### 历史沿革
在赤眉发掘出土的仰韶时期墓葬群，瓦棺葬及红衣彩陶片、鼎、鬲、钵等古文物，表明早在商、周时代，此地已有人群聚居。西汉赤眉军攻取长安时，在此建寨，留下“赤眉古寨”，明末李自成“七陷内乡”曾屡破赤眉寨。中华人民共和国成立前，豫西共产党在此开展地下活动，素有“小延安”之称。

## 经济
有中国最大的优质油桃生产基地

## 交通
- 312国道
- 宁西铁路
- 豫51线，邵阳战备公路、赤眉至袁店、赤眉至马山口公路贯穿全境

## 参看
- 赤眉军